# Șîșkivți, Horodok
Șîșkivți (în ucraineană Шишківці) este un sat în comuna Kuzmîn din raionul Horodok, regiunea Hmelnîțkîi, Ucraina.

## Demografie
Componența lingvistică a localității Șîșkivți
     Ucraineană (99,65%)
     Alte limbi (0,35%)
Conform recensământului din 2001, majoritatea populației localității Șîșkivți era vorbitoare de ucraineană (99,65%), existând în minoritate și vorbitori de alte limbi.